# Canal 1 (Chillán)
Canal 1 (anteriormente Canal 21 o C21) es un canal de televisión abierta chileno que emite en la ciudad de Chillán, Región de Ñuble. Con programación de carácter generalista, fue propiedad de MASE Comunicaciones hasta 2024, cuando es vendido a Marva Comunicaciones.

## Logotipos
| Logos | Período     | Características |
| ----- | ----------- | --- |
|       | 1996 - 2002 | Letras blancas en el costado inferior derecho con el texto«C21»                                                               |
|       | 2002 - 2009 | Círculo azul, en su interior con la palabra «Canal» encima y el número «21» debajo abajo, más grande que la palabra anterior. |
|       | 2009 - 2024 | Letras y dígitos en el color azul característico del canal. «C21»                                                             |